# Liste des fontaines du 18e arrondissement de Paris

Cet article recense les fontaines du 18e arrondissement de Paris, en France.

## Statistiques
Aucune fontaine n'est protégée au titre des monuments historiques : 

## Liste
| Fontaine                                                                  | Localisation                            | Coordonnées                 | Auteur(s)                                                 | Date | Illus. |
| ------------------------------------------------------------------------- | --------------------------------------- | --------------------------- | --------------------------------------------------------- | ---- | ------ |
| Fontaine du Château d'eau de Montmartre ou fontaine de l'ancien Réservoir | Place Jean-Baptiste Clément             | 48° 53′ 13″ N, 2° 20′ 21″ E | Titeux de Fresnoy (architecte) Bandeville (sculpteur)     | 1835 |        |
| Fontaine du Funiculaire de Montmartre                                     | Rue Foyatier                            | 48° 53′ 07″ N, 2° 20′ 33″ E |                                                           |      |        |
| Fontaine dite des Innocents ou petite fontaine des Innocents              | Square Louise-Michel                    | 48° 53′ 06″ N, 2° 20′ 36″ E | Émile Derré                                               | 1906 |        |
| Fontaine du Passage-Léon                                                  | Square Léon                             | 48° 53′ 09″ N, 2° 21′ 12″ E | Michel de Sablet                                          | 1935 |        |
| Fontaines de la porte de la Chapelle                                      | Porte de la Chapelle                    | 48° 53′ 55″ N, 2° 21′ 31″ E |                                                           | 1935 |        |
| Fontaine Rachmaninov                                                      | Jardin Rachmaninov Rue Tristan-Tzara    | 48° 53′ 42″ N, 2° 21′ 51″ E | Kathryn Gustafson (paysagiste)                            | 1991 |        |
| Fontaine du square Léon-Serpollet                                         | Square Léon-Serpollet Rue des Cloÿs     | 48° 53′ 31″ N, 2° 20′ 17″ E | Serve Eyzat (architecte)                                  | 1991 |        |
| Fontaine monumentale du square Louise-Michel                              | Place Saint-Pierre Square Louise-Michel | 48° 53′ 04″ N, 2° 20′ 37″ E | Paul Gasq                                                 | 1932 |        |
| Fontaine du square Suzanne-Buisson                                        | Rue Girardon Square Suzanne-Buisson     | 48° 53′ 17″ N, 2° 20′ 16″ E | Fernand Guignier                                          | 1941 |        |
| Fontaine du square Tristan-Tzara                                          | Square Tristan-Tzara Rue Tristan-Tzara  | 48° 53′ 42″ N, 2° 21′ 51″ E |                                                           |      |        |
| Fontaine Steinlen                                                         | Place Constantin-Pecqueur               | 48° 53′ 22″ N, 2° 20′ 17″ E | Paul Vannier (sculpteur)                                  | 1936 |        |
| Fontaine de la Turlure                                                    | Rue de la Bonne Parc de la Turlure      | 48° 53′ 17″ N, 2° 20′ 36″ E | Antoine Grumbach (architecte) Pierre Caillot (architecte) | 1988 |        |